# Samsung Galaxy Note (gamme)
Pour les articles homonymes, voir Samsung Galaxy Note.
La gamme Samsung Galaxy Note est une série de smartphones grand public de la marque Samsung Galaxy lancée en 2011. Elle est composée de smartphones "phablettes" Android ultra-haut de gamme dotés d'un grand écran gérant plusieurs niveaux de pression et d'un stylet appelé S pen. Elle constitue, avec la série Galaxy S, les flagships de la marque. Depuis sa création en 2011 avec le Samsung Galaxy Note, la gamme est renouvelée tous les ans lors d'un évènement se tenant généralement en août.
Les derniers appareils de la gamme sont les Galaxy Note 20 et Note 20 Ultra, qui ont été présentés en août 2020. Le Samsung Galaxy S21 Ultra sorti l'année suivante est compatible avec le S pen et le Samsung Galaxy S22 Ultra a un logement dédié pour le ranger.

## Historique
La gamme Samsung Galaxy Note regroupe tous les appareils Android très haut de gamme, avec un grand écran et stylet vendus par Samsung. Celui-ci a de multiples fonctions : prise de note, capture d'écran, contrôle du téléphone à distance, etc. Les Galaxy Note ont souvent des performances comparables aux Galaxy S. Ce sont des téléphones conseillés aux personnes travaillant dans des bureaux et devant souvent prendre des notes.
Le Samsung Galaxy Note, premier appareil de la gamme Samsung Galaxy Note, est l'une des premières  phablette du marché. Il embarque un écran Super AMOLED de 5,3 pouces très imposant pour l'époque, avec, pour la première fois sur un smartphone Samsung, une haute définition de 800 x 1280 pixels. Fourni avec un stylet de Wacom venant se ranger dans l'appareil, celui-ci permet à l'utilisateur de prendre des notes rapidement puis de les convertir en texte, ou encore de dessiner plus précisément. La marque en a vendu 5 millions d'exemplaires en cinq mois.
Présenté en 2012 au prix de 649 €, le Samsung Galaxy Note II est la deuxième version de la phablette de Samsung, simple amélioration de la première. Son écran s'agrandit pour atteindre 5,55 pouces mais garde la même définition, et il embarque désormais un processeur Quad Core qui est cadencé à 1,6 GHz. Il intègre de nouvelles fonctionnalités comme l'assistant vocal S Voice, la possibilité d'associer des applications à un appareil connecté (S Pen, casque audio, prise USB) ou encore la possibilité de sélectionner une partie d'un texte ou d'une image en la découpant. Le Galaxy Note 2 est installé sur Android 4.1 et est équipé d'un capteur photo de 8 mégapixels qui filme en Full HD. 
Le Samsung Galaxy Note 3 marque un nouveau changement de taille, puisque l'appareil atteint désormais les 5,7 pouces (14,478 cm), mais tout en étant plus léger que le modèle précédent. Par ailleurs, son écran est désormais Full HD. Parmi les nouvelles fonctionnalités du stylet S Pen, on peut citer réalisation de captures d'écran rapides, la création de mémos d'action, ou encore la possibilité d'utiliser jusqu'à 9 fenêtres simultanément sur son écran. Le Galaxy Note 3 intègre également Knox, une solution de sécurité destinée aux entreprises, S Finder, une fonction de recherche dans l'appareil et la norme USB 3.0 pour un transfert plus rapide des données. Sa puissance de feu a été très largement améliorée puisqu'il est désormais équipe de 3 Go de mémoire vive et d'un processeur quadricœur cadencé à 2,2 GHz. Enfin, il est équipé d'un capteur photo de 13 Mégapixels et, pour la première fois pour un smartphone, il peut filmer en 4K. Largement salué par les critiques, il s'en est vendu 10 millions d'exemplaires en 2 mois.
Proposé par Samsung à 749 €, le Samsung Galaxy Note 4 est une version amélioration de son prédécesseur avec notamment un meilleur S Pen, un meilleur appareil photo et un processeur plus puissant. Cependant, l'appareil est plus lourd et plus grand que la Samsung Galaxy Note 3 avec pourtant la même taille d'écran. L'appareil fait aussi l'impasse sur l'USB 3.0 ayant été intégré pour la première fois par Samsung l'année précédente. Malgré cela, un peu plus de 4,5 millions de Galaxy Note 4 ont été vendus en un mois, soit une légère baisse de 500 000 appareils par rapport au Galaxy Note 3 sur la même période, mais un nombre honorable en considérant le fait que le Galaxy Note 4 fut lancé plus tardivement. Le smartphone se décline aussi dans une version nommée Galaxy Note Edge, avec le bord droit de l'appareil légèrement incurvé, soit une première sur un smartphone de Samsung. Il est disponible à 849 €, soit 100 € de plus que la version normale.
Le Samsung Galaxy Note 5, très similaire aux Galaxy S6 améliore les points négligés du Galaxy Note 4. Ainsi, il retrouve son format plus compact tout en conservant sa dalle de 5,7 pouces, et est désormais constitué de verre et aluminum. Cependant, il ne retrouve pas de connectivité USB 3.0 abandonnée depuis le modèle précédent. Le smartphone est aussi compatible Samsung Pay, permettant de payer grâce à son téléphone, à l'instar d'Android Pay et d'Apple Pay.
Le Samsung Galaxy Note 7, censé représenter le renouveau dans la gamme Galaxy Note avait une meilleure batterie, était plus puissant et intégrait la technologie HDR. Cependant, la batterie possédant un important défaut de fabrication, la production du smartphone a dû être arrêtée et les modèles vendus ont été rappelés. S'il n'est pas possible d'acheter ce téléphone, Samsung a présenté quelques mois plus tard le Galaxy Note FE (Fan Edition), produit avec des Galaxy Note 7 reconditionnés. Le smartphone intègre toutes les fonctionnalités du Galaxy Note 7, avec un nouveau S-Pen plus précis avec des fonctions de traduction et de loupe, une nouvelle application Note, un stockage par défaut de 64 Go, et un port MicroSD, mais avec une batterie plus petite. Ce smartphone a également un nouveau design et une nouvelle couleur Bleu Corail, il est également le premier mobile de la marque à proposer de l'USB-C et un traitement Corning Gorilla Glass 5. La gamme Galaxy Note ne possède pas de Galaxy Note 6. Samsung a en effet décider de sauter un numéro pour s'aligner sur les dénomination de la gamme Galaxy S et des iPhone.
Très attendu par les adeptes de la gamme Note, le Samsung Galaxy Note 8, successeur du Galaxy Note 7 a été présenté en 2017 par Samsung. Il intègre un double capteur photo avec un grand-angle et un équivalent zoom optique x2. Il intègre un stylet amélioré pour des prises de note rapides et une certification IP68 pour l'étanchéité. Avec plus de 650 000 précommandes après sa présentation, soit 2,5 fois plus que le modèle précédent, le Note 8 fut un succès et détient à ce jour le record de précommandes pour la gamme Galaxy Note.
Le Samsung Galaxy Note 9, très inspiré du Samsung Galaxy S9 sorti la même année, apporte de légères améliorations par rapport au modèle précédent. Le stylet devient ainsi compatible Bluetooth pour pouvoir effectuer des actions de contrôle du téléphone à distance, par exemple pour prendre une photo. Le processeur et l'écran sont tous deux améliorés, et une options 512 Go extensible jusqu'à 1 To de stockage est désormais disponible.
Présenté le 7 août 2019, les Samsung Galaxy Note 10 et Note 10+ apportent pour la première fois sur la gamme Note un écran Infinity-O percé pour y loger la caméra frontale. Le Galaxy Note 10 embarque trois caméras arrières, contre quatre pour le Note 10+. Ces nouveaux capteurs photos, notamment le capteur ToF du Note 10+, permettent de rendre la réalité augmentée plus précise. Le stylet amélioré permet aussi de faire de plus nombreuses actions pour utiliser le smartphone à distance. Cependant, le smartphone n'est plus équipé de prise Jack 3,5 mm, présente sur la gamme Note depuis son lancement. Le Galaxy Note 10 s'est vendu à 1 million d'exemplaire en vingt-cinq jours rien qu'en Corée du Sud, battant ainsi tous les records de Samsung à ce jour.
La gamme Samsung Galaxy Note s'est rarement déclinée, à l'exception récemment des modèles 5G, et des modèles Duo et Neo abandonnés depuis quelques années.
Le Samsung Galaxy Note 20 et Note 20 Ultra sont présentés le 5 août 2020 lors de la conférence de Samsung. Comme pour la gamme S, Samsung décide de passer directement au Note 20 au lieu de Note 11. Le Samsung Galaxy Note 20 existe en deux versions, version 4G et version 5G avec 256 Go de stockage. Le Note 20 Ultra est seulement commercialisé en version 5G avec le choix entre 256 Go et 512 Go.
Dernier modèle de la gamme Samsung Galaxy Note, le Samsung Galaxy Note 20 est remplacé par le Samsung Galaxy S21 Ultra et le Samsung Galaxy Z Fold 3.

## Caractéristiques
| Taille                                    | 5,3"              | 5,5"              | 5,7"               | 5,7"               | 5,7"               | 5,7"               | 6,3"               | 6,4"               | 6,3"               | 6,8"               | 6,7"                                             | 6,9"                                               |     |     |
| Définition                                | 800 x 1280 pixels | 720 x 1280 pixels | 1080 x 1920 pixels | 1440 x 2560 pixels | 1440 x 2560 pixels | 1440 x 2560 pixels | 1440 x 2960 pixels | 1440 x 2960 pixels | 1080 x 2280 pixels | 1440 x 3040 pixels | 2400 x 1080 pixels                               | 3200 x 1440 pixels                                 |     |     |
| Densité                                   | 285 ppp           | 276 ppp           | 386 ppp            | 515 ppp            | 515 ppp            | 515 ppp            | 522 ppp            | 514 ppp            | 400 ppp            | 495 ppp            | 393 ppp                                          | 508 ppp                                            |     |     |
| Technologie                               | OLED              | OLED              | OLED               | OLED               | OLED               | OLED               | OLED               | OLED               | OLED               | OLED               | Super AMOLED                                     | Super AMOLED                                       |     |     |
| Tactile                                   | Oui               | Oui               | Oui                | Oui                | Oui                | Oui                | Oui                | Oui                | Oui                | Oui                | Oui                                              | Oui                                                |     |     |
| CPU, GPU, RAM et ROM                      |                   |                   |                    |                    |                    |                    |                    |                    |                    |                    |                                                  |                                                    |     |     |
| Processeur                                | Exynos 4210       | Exynos 4412       | Exynos 5420        | Exynos 5433        | Exynos 7420        | Exynos 8890        | Exynos 8895        | Exynos 9810        | Exynos 9825        | Exynos 9825        | Exynos 990                                       | Exynos 990                                         |     |     |
| Cœurs                                     | 2                 | 4                 | 8                  | 8                  | 8                  | 8                  | 8                  | 8                  | 8                  | 8                  | 8                                                | 8                                                  |     |     |
| Fréquence                                 | 1,4 GHz           | 1,6 GHz           | 1,3/1,9 GHz        | 1,3/1,9 GHz        | 1,5/2,1 GHz        | 1,6/2,3 GHz        | 1,7/2,3 GHz        | 1,8/2,7 GHz        | 1,9/2,4/2,73 GHz   | 1,9/2,4/2,73 GHz   | 2,7 GHz                                          | 2,7 GHz                                            |     |     |
| Puce graphique                            | Mali 400          | Mali 400          | Mali T628          | Adreno 420         | Mali T760          | Mali T880          | Mali G71           | Mali G72           | Mali G76           | Mali G76           | Mali G77                                         | Mali G77                                           |     |     |
| Mémoire                                   | 1 Go              | 2 Go              | 3 Go               | 3 Go               | 4 Go               | 4 Go               | 6 Go               | 6 Go               | 8 Go               | 12 Go              | 8 Go                                             | 12 Go                                              |     |     |
| Stockage                                  | 16/32 Go          | 16/32/64 Go       | 32/64 Go           | 32 Go              | 32/64 Go           | 64/128 Go          | 64/128 Go          | 128/512 Go         | 256 Go             | 256/512 Go         | 256 Go                                           | 256/512 Go                                         |     |     |
| Extensible                                | Oui               | Oui               | Oui                | Oui                | Non                | Oui                | Oui                | Oui                | Non                | Oui                | Oui                                              | Oui                                                |     |     |
| Batterie                                  |                   |                   |                    |                    |                    |                    |                    |                    |                    |                    |                                                  |                                                    |     |     |
| Capacité                                  | 2500 mAh          | 3100 mAh          | 3200 mAh           | 3220 mAh           | 3000 mAh           | 3500 mAh           | 3300 mAh           | 4000 mAh           | 3500 mAh           | 4300 mAh           | 4300 mAh                                         | 4500 mAh                                           |     |     |
| Technologie                               | Li-Ion            | Li-Ion            | Li-Ion             | Li-Ion             | Li-Ion             | Li-Po              | Li-Ion             | Li-Ion             | Li-Ion             | Li-Ion             | Li-Ion                                           | Li-Ion                                             |     |     |
| Chargement                                | microUSB          | microUSB          | microUSB           | microUSB           | microUSB           | USB-C              | USB-C              | USB-C              | USB-C              | USB-C              | USB-C                                            | USB-C                                              |     |     |
| Sans fil                                  | Non               | Non               | Non                | Non                | Oui                | Oui                | Oui                | Oui                | Oui                | Oui                | Oui                                              | Oui                                                |     |     |
| Charge rapide                             | Non               | Non               | Non                | Non                | Non                | Oui                | Oui                | Oui                | Oui                | Oui                | Oui                                              | Oui                                                |     |     |
| Capteurs                                  |                   |                   |                    |                    |                    |                    |                    |                    |                    |                    |                                                  |                                                    |     |     |
| Accéléromètre                             | Oui               | Oui               | Oui                | Oui                | Oui                | Oui                | Oui                | Oui                | Oui                | Oui                | Oui                                              | Oui                                                |     |     |
| Baromètre                                 | Oui               | Oui               | Oui                | Oui                | Oui                | Oui                | Oui                | Oui                | Oui                | Oui                | Oui                                              | Oui                                                |     |     |
| Cardiaque (HR)                            | Non               | Non               | Non                | Oui                | Oui                | Oui                | Oui                | Oui                | Non                | Non                | NC                                               | NC                                                 |     |     |
| Effet Hall                                | Non               | Non               | Non                | Oui                | Non                | Oui                | Oui                | Oui                | Oui                | Oui                | Oui                                              | Oui                                                |     |     |
| Empreinte                                 | Non               | Non               | Non                | Oui (avant)        | Oui (avant)        | Oui (avant)        | Oui (dos)          | Oui (dos)          | Oui (sous l'écran) | Oui (sous l'écran) | Oui (sous l'écran)                               | Oui (sous l'écran)                                 |     |     |
| Facial                                    | Non               | Non               | Non                | Non                | Non                | Non                | Oui                | Oui                | Oui                | Oui                | Oui                                              | Oui                                                |     |     |
| Géomagnétique                             | Oui               | Oui               | Oui                | Oui                | Oui                | Oui                | Oui                | Oui                | Oui                | Oui                | Oui                                              | Oui                                                |     |     |
| Geste                                     | Non               | Non               | Oui                | Oui                | Non                | Non                | Non                | Non                | Oui                | Oui                | NC                                               | NC                                                 |     |     |
| Gyroscope                                 | Oui               | Oui               | Oui                | Oui                | Oui                | Oui                | Oui                | Oui                | Oui                | Oui                | Oui                                              | Oui                                                |     |     |
| Humidité                                  | Non               | Non               | Oui                | Oui                | Non                | Non                | Non                | Non                | Non                | Non                | Non                                              | Non                                                |     |     |
| Infra-rouge                               | Non               | Non               | Non                | Oui                | Non                | Non                | Non                | Non                | Non                | Non                | Non                                              | Non                                                | Non | Non |
| Iris                                      | Non               | Non               | Non                | Non                | Non                | Oui                | Oui                | Oui                | Non                | Non                | Non                                              | Non                                                |     |     |
| Luminosité                                | Oui               | Oui               | Oui                | Oui                | Oui                | Oui                | Oui                | Oui                | Oui                | Oui                | Oui                                              | Oui                                                |     |     |
| Proximité                                 | Oui               | Oui               | Oui                | Oui                | Oui                | Oui                | Oui                | Oui                | Oui                | Oui                | Oui                                              | Oui                                                |     |     |
| SpO2                                      | Non               | Non               | Non                | Oui                | Oui                | Oui                | Oui                | Oui                | Non                | Non                | Non                                              | Non                                                |     |     |
| Température                               | Non               | Non               | Oui                | Oui                | Non                | Non                | Non                | Non                | Non                | Non                | Non                                              | Non                                                |     |     |
| Connectivité                              |                   |                   |                    |                    |                    |                    |                    |                    |                    |                    |                                                  |                                                    |     |     |
| NFC                                       | Non               | Oui               | Oui                | Oui                | Oui                | Oui                | Oui                | Oui                | Oui                | Oui                | Oui                                              | Oui                                                |     |     |
| Wifi                                      | a, b, g, n        | a, b, g, n        | a, b, g, n, ac     | a, b, g, n, ac     | a, b, g, n, ac     | a, b, g, n, ac     | a, b, g, n, ac     | a, b, g, n, ac     | a, b, g, n, ac, ax | a, b, g, n, ac, ax | a, b, g, n, ac, ax                               | a, b, g, n, ac, ax                                 |     |     |
| Bluetooth                                 | 3.0               | 4.0               | 4.0                | 4.1                | 4.2                | 4.2                | 5.0                | 5.0                | 5.0                | 5.0                | 5.0                                              | 5.0                                                |     |     |
| Réseau                                    | 3G                | 3G                | 4G                 | 4G+                | 4G+                | 4G+                | 4G+                | 4G+                | 4G+                | 4G+                | 4G+ ou 5G                                        | 5G                                                 |     |     |
| GPS                                       | Oui               | Oui               | Oui                | Oui                | Oui                | Oui                | Oui                | Oui                | Oui                | Oui                | Oui                                              | Oui                                                |     |     |
| Jack 3,5 mm                               | Oui               | Oui               | Oui                | Oui                | Oui                | Oui                | Oui                | Oui                | Non                | Non                | Non                                              | Non                                                |     |     |
| Photo                                     |                   |                   |                    |                    |                    |                    |                    |                    |                    |                    |                                                  |                                                    |     |     |
| Capteur dorsal                            | 1                 | 1                 | 1                  | 1                  | 1                  | 1                  | 2                  | 2                  | 3                  | 4 (3 + ToF)        | 3                                                | 4 (3+ laser)                                       |     |     |
| Définition                                | 8 Mpx             | 8 Mpx             | 13 Mpx             | 16 Mpx             | 16 Mpx             | 12,2 Mpx           | 12,2 + 12 Mpx      | 12,2 + 12 Mpx      | 12,2 + 12 + 16 Mpx | 12,2 + 12 + 16 Mpx | 12 + 12 + 64 Mpx                                 | 12 + 108 + 12 Mpx                                  |     |     |
| Ouverture                                 | f2.6              | Inconnue          | f2.2               | f2.2               | f1.9               | f1.7               | f1.7 + f2.4        | f1.5 + f2.4        | f2.1 + f2.2 +f1.5  | f2.1 + f2.2 +f1.5  | f2.2 + f1.8 + f2.0                               | f2.2 + f1.8 + f3.0                                 |     |     |
| Flash dorsal                              | Oui               | Oui               | Oui                | Oui                | Oui                | Oui                | Oui                | Oui                | Oui                | Oui                | Oui                                              | Oui                                                |     |     |
| Capteur frontal                           | 1                 | 1                 | 1                  | 1                  | 1                  | 1                  | 1                  | 1                  | 1                  | 1                  | 1                                                | 1                                                  |     |     |
| Définition                                | 2 Mpx             | 2 Mpx             | 2,1 Mpx            | 3,7 Mpx            | 5 Mpx              | 5 Mpx              | 8 Mpx              | 8 Mpx              | 10 Mpx             | 10 Mpx             | 10 Mpx                                           | 10 Mpx                                             |     |     |
| Ouverture                                 | Inconnue          | Inconnue          | Inconnue           | f1.9               | f1.9               | f1.7               | f1.7               | f1.7               | f2.2               | f2.2               | f2.2                                             | f2.2                                               |     |     |
| Autre                                     |                   |                   |                    |                    |                    |                    |                    |                    |                    |                    |                                                  |                                                    |     |     |
| Système d'exploitation                    | Android 2.3.5     | Android 4.1.1     | Android 4.3        | Android 4.4        | Android 5.1        | Android 6.0        | Android 7.1        | Android 8.1        | Android 9.0        | Android 9.0        | Android 10.0                                     | Android 10.0                                       |     |     |
| Indice de protection                      | Aucun             | Aucun             | Aucun              | Aucun              | Aucun              | IPxx               | IP68               | IP68               | IP68               | IP68               | IP68                                             | IP68                                               |     |     |
| Dimensions, poids, date et prix de sortie |                   |                   |                    |                    |                    |                    |                    |                    |                    |                    |                                                  |                                                    |     |     |
| Largeur                                   | 82,95 mm          | 80,5 mm           | 79,2 mm            | 78,6 mm            | 76,1 mm            | 73,9 mm            | 74,8 mm            | 76,4 mm            | 71,8 mm            | 77,2 mm            | 75,2 mm                                          | 77,2 mm                                            |     |     |
| Longueur                                  | 146,85 mm         | 151,1 mm          | 151,2 mm           | 153,5 mm           | 153,2 mm           | 153,5 mm           | 162,5 mm           | 161,9 mm           | 151 mm             | 162,3 mm           | 161,6 mm                                         | 164,8 mm                                           |     |     |
| Épaisseur                                 | 9,65 mm           | 9,4 mm            | 8,3 mm             | 8,5 mm             | 7,6 mm             | 7,9 mm             | 8,6 mm             | 8,8 mm             | 7,9 mm             | 7,9 mm             | 8.3 mm                                           | 8.1 mm                                             |     |     |
| Poids                                     | 178 g             | 183 g             | 168 g              | 176 g              | 171 g              | 169 g              | 195 g              | 201 g              | 168 g              | 196 g              | 194g                                             | 208g                                               |     |     |
| DAS                                       | 0,34 W/kg         | Inconnu           | 0,29 W/kg          | 0,37 W/kg          | 0,38 W/kg          | 0,25 W/kg          | 0,17 W/kg          | 0,38 W/kg          | 0,21 W/kg          | 0,19 W/kg          | 0.36 W/kg (version 4G) et 0.68 W/kg (version 5G) | 0,34 W/kg                                          |     |     |
| Sortie                                    | Octobre 2011      | Décembre 2012     | Septembre 2013     | Octobre 2014       | Août 2015          | Septembre 2016     | Août 2017          | Août 2018          | Août 2019          | Août 2019          | Août 2020                                        | Août 2020                                          |     |     |
| Prix                                      | 550€              | 649€              | 749€               | 729€               | 799€               | 859€               | 1009€              | 1009€              | 959€               | 1099€              | 959€ (version 4G+) et 1059€ (version 5G)         | 1309€ (version 256 Go) et 1 409 € (version 512 Go) |     |     |

## Différents modèles

### Série principale
Liste des différents modèles de la gamme Samsung Galaxy Note  :
- Samsung Galaxy Note
- Samsung Galaxy Note II
- Samsung Galaxy Note 3
- Samsung Galaxy Note 4
- Samsung Galaxy Note 5
- Samsung Galaxy Note 7
- Samsung Galaxy Note 8
- Samsung Galaxy Note 9
- Samsung Galaxy Note 10 et Note 10+
- Samsung Galaxy Note 20 et Note 20 Ultra

### Déclinaisons alternatives

#### Galaxy Note Neo
Liste des différents modèles de la gamme Samsung Galaxy Note Neo :
- Samsung Galaxy Note 3 Neo
- Samsung Galaxy Note 10 Lite

La série Galaxy Note Neo est une version allégée de la gamme principale.

#### Galaxy Note Duo
Liste des différents modèles de la gamme Samsung Galaxy Note Duo :
- Samsung Galaxy Note 2 Duo
- Samsung Galaxy Note 3 Duo
- Samsung Galaxy Note 4 Duo
- Samsung Galaxy Note 7 Duo

La série Galaxy Note Duo est une déclinaison de la gamme Samsung Galaxy Note, avec un emplacement double SIM, pour, par exemple, posséder deux numéros de téléphone différents sur le même appareil. Les Galaxy Note 5, 8, 9, 10 et 10+ possèdent tous un emplacement double SIM intégré à la version de base, et n'ont donc pas de déclinaison Duo. Le Samsung Galaxy Note est donc le seul appareil de la gamme Galaxy Note à ne proposer ni compatibilité au dual SIM, ni déclinaison Duo.